# Giovanni VIII Xifilino
Giovanni VIII Xifilino (Trebisonda, 1010 – Costantinopoli, 2 agosto 1075) è stato un arcivescovo ortodosso e scrittore bizantino, zio e omonimo dello storico bizantino Giovanni Xifilino, fu patriarca di Costantinopoli dal 1064 al 1075. Fu autore di un'agiografia di Eugenio di Trebisonda.